# Crassula smithii
Crassula smithii är en fetbladsväxtart som beskrevs av Van Jaarsv., D.G.A.Styles och G.Mcdonald. Crassula smithii ingår i släktet krassulor, och familjen fetbladsväxter. Inga underarter finns listade i Catalogue of Life.